# Naturalisme (théâtre)
 (décembre 2017).
Si vous disposez d'ouvrages ou d'articles de référence ou si vous connaissez des sites web de qualité traitant du thème abordé ici, merci de compléter l'article en donnant les références utiles à sa vérifiabilité et en les liant à la section « Notes et références ».
Pour les articles homonymes, voir Naturalisme.

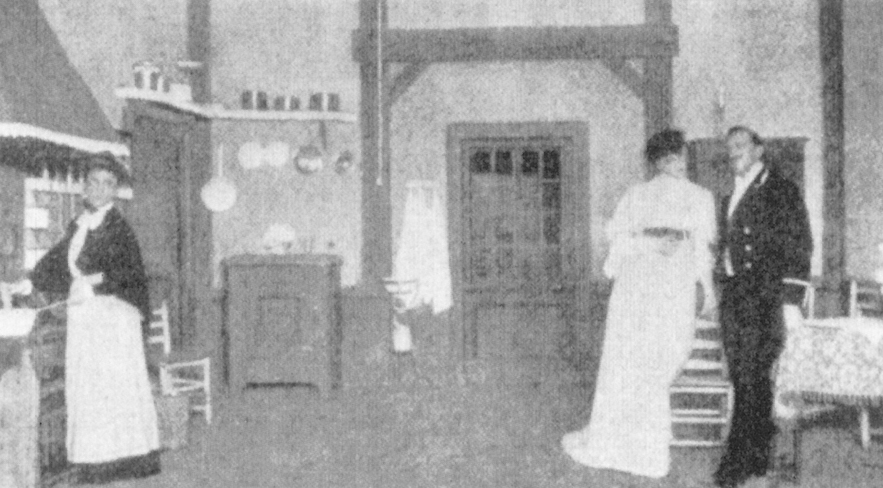
Photograph of the first production of Miss Julie at The People's Theatre in November 1906.

Le naturalisme correspond à un type de mise en scène et d'interprétation des acteurs, cherchant à reproduire la nature humaine au plus près de sa vérité scientifique.
Au théâtre, l'école naturaliste a conservé de nombreux représentants depuis la fondation du Théâtre-Libre en 1887 par André Antoine, qui fit découvrir en France Strindberg et Ibsen. Ce théâtre devient vite le refuge des auteurs rejetés par les grandes scènes parisiennes et, par conséquent, se transforme en laboratoire de ce type de dramaturgie expérimentale. Le public se lassera vite des pièces naturalistes, mais la notion du rôle créateur du metteur en scène introduite par Antoine va marquer le siècle qui s'annonce.
Le style de mise en scène ou d'interprétation naturaliste, qui s'oppose au jeu expressionniste, est devenu peu à peu un des plus fréquemment utilisés au théâtre et surtout depuis l'avènement du cinéma.
La Méthode enseignée à l'Actor's Studio tient, quant à elle, plus à développer un jeu réaliste plus qu'un jeu naturaliste ; l'objet n'étant plus de « singer » la vérité mais d'en tirer l'essence et donc le sens profond dans le cadre dramaturgique, ce dont le naturalisme tend à se passer.
Aujourd'hui cependant, le terme « naturaliste » au théâtre revêt parfois un certain aspect péjoratif : il signifie que l'on surjoue le naturel de telle manière qu'il finit par être déconnecté de toute réalité. Il devient un style de jeu faussement naturel.